# 列奧尼達斯·皮爾戈斯
列奧尼達斯·皮爾戈斯（希臘語：Λεωνίδας "Λέων" Πύργος，1874年—？），出生於阿卡迪亞州，是一名希臘擊劍手，他是是現代奧運會歷史上第一位希臘奧運獎牌得主，於1896年4月7日贏得1896年夏季奧運會男子大師級花劍比賽冠軍。這項比賽只有他與法國人若阿尼·佩罗内兩人參加，經過一場勢均力敵的較量，皮爾戈斯以3-1獲勝，成為第一位希臘奧運獎牌得主。

## 外部連結
- 列奧尼達斯·皮爾戈斯在Olympics.com（英语）
- 列奧尼達斯·皮爾戈斯在Olympedia（英语）